# 박준홍 (축구 선수)
박준홍은 부산 아이파크와 광주 상무에서 뛰었던 축구 선수로 2022년 6월 용인대학교 축구부감독에 데뷔하였다.
1. ↑  https://www.gukjenews.com/news/articleView.html?idxno=2486135